# مارك هانيبال
مارك هانيبال (بالإنجليزية: Marc Hannibal)‏ (و. 1931 – 2011 م) هو ممثل، ولاعب كرة السلة، ومغن من الولايات المتحدة الأمريكية . ولد في سانت لويس، ميزوري .

## روابط خارجية
- مارك هانيبال على موقع IMDb (الإنجليزية)
- مارك هانيبال على موقع ألو سيني (الفرنسية)
- مارك هانيبال على موقع أول موفي (الإنجليزية)
- مارك هانيبال على موقع قاعدة بيانات الفيلم (الإنجليزية)
- مارك هانيبال على موقع كينوبويسك (الروسية)